# Hear My Song
Pour plus de détails, voir Fiche technique et Distribution.
Hear My Song est un film britannico-irlandais réalisé par Peter Chelsom, sorti en 1991.

## Fiche technique
- Titre original : Hear My Song
- Réalisation : Peter Chelsom
- Scénario : Peter Chelsom, Adrian Dunbar
- Directeur artistique : Kave Quinn[1]
- Chef décorateur : Caroline Hanania
- Costumes : Lindy Hemming
- Maquillage : Toni Delaney (makeup artist)
- Photographie : Sue Gibson
- Montage : Martin Walsh
- Musique : John Altman
- Production : 
  - Producteur : Alison Owen
  - Producteur exécutive : John Paul Chapple, Russ Russell, Simon Fields
  - Producteur associée : David Brown
- Société(s) de production : British Screen Productions, Channel Four Films, Limelight Productions, Palace Pictures, Windmill Lane Productions
- Pays d'origine :  Irlande,  Royaume-Uni
- Année : 1991
- Langue originale : anglais
- Format : noir et blanc – couleur (Metrocolor) – 35 mm – Dolby
- Genre : comédie dramatique et film musical
- Durée : 104 minutes (États-Unis) / 113 minutes (Canada, Irlande, Argentine)
- Dates de sortie : 
  -  États-Unis : 27 décembre 1991(Los Angeles, California)
  -  États-Unis : février 1992
  -  Royaume-Uni : 13 mars 1992

## Distribution
- Adrian Dunbar : Micky O'Neill
- Tara Fitzgerald : Nancy Doyle
- Stephen Marcus : Gordon
- William Hootkins : Mr. X
- David McCallum : Jim Abbott
- Pat Laffan : chauffeur de taxi #1
- Frank Kelly : chauffeur de taxi #2
- James Nesbitt : Fintan O'Donnell
- Ned Beatty : Josef Locke
- Brian Flanagan : Micky O'Neill, jeune
- Marie Mullen : la maman de Micky
- Rúaidhrí Conroy : Grandson Ryan
- Shirley Anne Field : Cathleen Doyle
- Norman Vaughan : lui-même

## Tournage
Le film a été tourné en  Irlande

## Distinctions

### Récompenses
- British Comedy Awards 1992 :
  - Meilleur film de comédie

- Evening Standard British Film Awards 1993 :
  - Most Promising Newcomer : Peter Chelsom

- London Film Critics Circle 1993 :
  - British Newcomer of the Year : Peter Chelsom

### Nominations
- Golden Globes 1992 :
  - Meilleur acteur dans un second rôle : Ned Beatty

- British Academy Film Award 1993 :
  - Meilleure musique de film : John Altman
  - Meilleur scénario original : Peter Chelsom et Adrian Dunbar